# Норвей-Гаус 17
Норвей-Гаус 17 (англ. Norway House 17) — індіанська резервація в Канаді, у провінції Манітоба, у межах невключеної частини переписної області №22.

## Населення
За даними перепису 2016 року, індіанська резервація нараховувала 4927 осіб, показавши зростання на 3,6%, порівняно з 2011-м роком. Середня густина населення становила 62,8 осіб/км².
З офіційних мов обидвома одночасно володіли 10 жителів, тільки англійською — 4 880, а 5 — жодною з них. Усього 1465 осіб вважали рідною мовою не одну з офіційних, з них 1 455 — одну з корінних мов.
Працездатне населення становило 41,7% усього населення, рівень безробіття — 17,7%.
Середній дохід на особу становив $23 169 (медіана $16 525), при цьому для чоловіків — $21 307, а для жінок $24 922 (медіани — $14 389 та $17 728 відповідно).
21,3% мешканців мали закінчену шкільну освіту, не мали закінченої шкільної освіти — 55,6%, 23,3% мали післяшкільну освіту, з яких 26,4% мали диплом бакалавра, або вищий.
| Статево-вікова структура населення | Статево-вікова структура населення | Статево-вікова структура населення | Статево-вікова структура населення | Статево-вікова структура населення |
| ---------------------------------- | ---------------------------------- | ---------------------------------- | ---------------------------------- | ---------------------------------- |
|                                    |                                    |                                    |                                    |                                    |
| Всього                             | Всього                             | 49,6%50,4%                         |                                    |                                    |
| 0 — 14 років                       | 0 — 14 років                       |                                    | 35%                                | 35%                                |
| 15 — 64 років                      | 15 — 64 років                      |                                    | 60%                                | 60%                                |
| 65 і більше                        | 65 і більше                        |                                    | 5%                                 | 5%                                 |
| 85 і більше                        | 85 і більше                        |                                    | 0,1%                               | 0,1%                               |
| Середній вік (років)               | Середній вік (років)               | 27,128,0                           | 27,6                               | 27,6                               |
| Медіана (років)                    | Медіана (років)                    | 23,224,5                           | 23,8                               | 23,8                               |
| — чоловіки — жінки                 |                                    |                                    |                                    |                                    |

| Походження мешканців:     | Походження мешканців:     | Походження мешканців: | Походження мешканців: | Походження мешканців: |
| ------------------------- | ------------------------- | --------------------- | --------------------- | --------------------- |
| Походження                |                           |                       | осіб                  | %                     |
| Корінні американці        | Корінні американці        |                       | 4 825                 | 98.57%                |
| Інше північноамериканське | Інше північноамериканське |                       | 250                   | 5.11%                 |
| Європейське               | Європейське               |                       | 270                   | 5.52%                 |
| британське                | британське                |                       | 195                   | 3.98%                 |
| французьке                | французьке                |                       | 45                    | 0.92%                 |
| українське                | українське                |                       | 20                    | 0.41%                 |
| Карибське                 | Карибське                 |                       | 15                    | 0.31%                 |
| Азійське                  | Азійське                  |                       | 10                    | 0.2%                  |

## Клімат
Середня річна температура становить -0,7°C, середня максимальна – 20,8°C, а середня мінімальна – -26,8°C. Середня річна кількість опадів – 508 мм.
| Клімат поселення                              | Клімат поселення | Клімат поселення | Клімат поселення | Клімат поселення | Клімат поселення | Клімат поселення | Клімат поселення | Клімат поселення | Клімат поселення | Клімат поселення | Клімат поселення | Клімат поселення | Клімат поселення |
| Показник                                      | Січ.             | Лют.             | Бер.             | Квіт.            | Трав.            | Черв.            | Лип.             | Серп.            | Вер.             | Жовт.            | Лист.            | Груд.            |                  |
| Середній максимум, °C                         | −15,7            | −12,1            | −5,39            | 4,58             | 13,11            | 19,59            | 20,76            | 19,66            | 13,18            | 6,15             | −4,32            | −14,65           |                  |
| Середня температура, °C                       | −21,25           | −17,66           | −10,96           | −0,96            | 7,56             | 14,04            | 17,52            | 16,46            | 9,98             | 2,95             | −7,55            | −17,86           |                  |
| Середній мінімум, °C                          | −26,82           | −23,23           | −16,51           | −6,55            | 1,98             | 8,47             | 14,33            | 13,22            | 6,76             | −0,28            | −10,76           | −21,1            |                  |
| Норма опадів, мм                              | 21               | 21               | 24               | 22               | 45               | 67               | 75               | 77               | 58               | 43               | 29               | 26               |                  |
| Середньомісячна швидкість вітру, м/с          | 3.90             | 3.80             | 3.90             | 4.10             | 4.10             | 4.00             | 3.70             | 3.80             | 4.10             | 4.30             | 4.14             | 3.90             |                  |
| Середньомісячна сонячна радіація, кДж/м²·день | 3285             | 6827             | 12425            | 17753            | 20668            | 21301            | 20737            | 16996            | 10895            | 6118             | 3248             | 2371             |                  |
| --------------------------------------------- | ---------------- | ---------------- | ---------------- | ---------------- | ---------------- | ---------------- | ---------------- | ---------------- | ---------------- | ---------------- | ---------------- | ---------------- | ---------------- |
| Джерело:                                      |                  |                  |                  |                  |                  |                  |                  |                  |                  |                  |                  |                  |                  |